# Pincehely
Pincehely è un comune dell'Ungheria centro-meridionale di 2 564 abitanti (dati 2001). È situato nella contea di Tolna.